# مارستون (تشيشير)
مارستون (بالإنجليزية: Marston, Cheshire)‏ هي قرية و أبرشية مدنية تقع في المملكة المتحدة في تشيشير.  يقدر عدد سكانها بـ 538 نسمة ومساحتها 3.41 كم2 .